# Haut Comité d'État
Pour les articles homonymes, voir HCE.
Le Haut Comité d'État (HCE), en Algérie, est une autorité politique provisoire chargée de la gestion de l'État mise en place du 14 janvier 1992 au 30 janvier 1994.
Il s'agit d'une présidence collégiale créée par le Haut conseil de sécurité (HCS), un conseil consultatif, à la suite de la vacance du pouvoir issue de la démission du président en exercice Chadli Bendjedid et de l'absence de président de l'Assemblée populaire nationale (dissoute) après l'interruption du processus électoral de 1991 ainsi que le vide constitutionnel créé par une situation non prévue par la loi fondamentale du pays.
Le HCE est alors composé de : Khaled Nezzar (ministre de la Défense), Ali Kafi (président de l'Organisation nationale des Moudjahidines), Ali Haroun (ministre délégué aux droits de l'Homme), Tedjini Haddam (Recteur de la mosquée de Paris) et de Mohamed Boudiaf ; ce dernier, tout juste rappelé en Algérie, en assure la présidence du 16 janvier 1992 jusqu'à son assassinat le 29 juin de la même année. 
Ali Kafi lui succède le 2 juillet 1992 jusqu'au 30 janvier 1994, lorsque le HCE est dissous et remplacé par Liamine Zéroual, au statut de président de l'État.
Le 2 juillet 1992, Redha Malek est désigné comme nouveau membre de Haut Comité d'État, à la suite de l'assassinat de Mohamed Boudiaf.